# Istok (časopis)
Istok (ruski: ИСТОК, u značenju: Izvor) jeste naslov ruskojezičnog elektroničkog časopisa koji izdaje Islamska država (IDIL) i na tržište stavlja Al-Hayat Media Center.
Do potkraj 2016., Istok je najvjerojatnije zamijenjen i potisnut novim časopisom naslova Rumiyah.